# École normale supérieure de Rennes
Pour les articles homonymes, voir École normale supérieure (France).
L’École normale supérieure de Rennes, aussi appelée ENS Rennes, est une grande école scientifique française faisant partie du réseau des écoles normales supérieures. À ce titre, sa mission est de préparer des élèves « se destinant à la recherche scientifique fondamentale ou appliquée, à l’enseignement universitaire et dans les classes préparatoires aux grandes écoles ainsi qu’à l’enseignement secondaire et, plus généralement, au service des administrations de l’État et des collectivités territoriales, de leurs établissements publics ou des entreprises ». Au 1er janvier 2023, elle est devenue un établissement-composante de la nouvelle université de Rennes,.
Fondée par décret du 17 octobre 2013, l'ENS Rennes est sous l'autorité directe du ministre de l'Enseignement supérieur et de la Recherche. Avant cette date, il s'agissait d'une antenne de l’ENS Cachan, mais, déjà, l'éloignement géographique entre les sites de Cachan et du campus de Ker Lann entraînait une grande autonomie.
L’École est divisée en six départements, lesquels admettent chaque année entre 80 et 100 élèves fonctionnaires stagiaires, appelés normaliens, en première ou deuxième année. Si ceux-ci sont recrutés par des concours très sélectifs à l'issue d'au moins deux années de classe préparatoire ou de licence, on y accueille aussi, après sélection sur dossier, des normaliens étudiants, qui sont aussi appelés « magistériens ». Ces deux groupes d'élèves suivent la même formation dans le cadre d'un cursus durant habituellement quatre ans.
L'ENS Rennes forme notamment ses élèves aux métiers de la recherche puisque, malgré la diversité de parcours possibles, plus de 80 % des membres d'une promotion sont reçus au concours de l'agrégation et plus de 70 % poursuivent leur cursus par un doctorat.

## Histoire

### Création de l'ENS Rennes: de l'antenne à l'indépendance (1994-2013)
Au début des années 1990, ce qui deviendra l'ENS Rennes naît d'un compromis : menacée de délocalisation, l’ENS Cachan obtint son maintien et la permission de construire de nouveaux bâtiments sur son campus en échange de la création d’une antenne en Bretagne, sur le campus de Ker Lann, près de Rennes.

Logotype de l'École de 1994 à 2013.

C'est à la rentrée de septembre 1994 qu'ouvrent les deux premiers départements de l'antenne, un de génie électrique et un autre génie mécanique, qui fusionneront en 2000 pour former le département mécatronique. Les années suivantes sont marquées par une forte croissance du nombre de départements, avec l'arrivée en 1995 d'un département d'économie-droit-gestion, en 1996 d'un département de mathématiques et informatique, et en 2002 d'un département informatique et télécommunication et d'un département de sciences du sport et éducation physique. C'est également en 2002 que le département mathématiques et informatique devient département de mathématiques.
S'implantant peu à peu dans le tissu régional d'enseignement et recherche, l'antenne devient en 2000 tutelle de l'Institut de recherche mathématique de Rennes (IRMAR), unité mixte de recherche en partenariat avec l'INSA de Rennes et les Universités de Rennes 1 et Rennes 2. Dans cette optique d'intégration, elle est en 2007 l'un des membres fondateurs de l'université européenne de Bretagne (UEB), pôle de recherche et d'enseignement supérieur associant 23 établissements d'enseignement supérieur, dont des universités, écoles, centres hospitaliers et organismes de recherche de la région Bretagne. La somme de ces institutions permet de regrouper dans une optique de recherche à vocation internationale plus de 70 000 étudiants et plus de 8 000 chercheurs.
L'École commence à prendre son autonomie vis-à-vis de Cachan, avec en décembre 2009 l'annonce de son autonomie pour 2012, et d'un passage de 300 à 1 000 étudiants,. Cependant, le projet prend du retard, et le 19 janvier 2012, l'État annonce qu'il ne va pas honorer ses engagements. Le projet est relancé par le gouvernement suivant, et le 10 octobre 2012 la ministre de l'enseignement supérieur Geneviève Fioraso annonce que la transformation en école autonome aura bien lieu. L'antenne de Bretagne de l'École normale supérieure de Cachan devient l'ENS Rennes pendant l'année universitaire 2013-2014, l'intégralité de l'offre de formation réalisée à l'antenne de Bretagne est conservée lors de ce changement administratif.

### Affirmation de l'ENS Rennes (2013-en cours)
À la suite de sa transformation en école indépendante, l'école se dote d'une nouvelle identité graphique et notamment d'un nouveau logotype. Elle s'engage dans de nouveaux partenariats  locaux (COMUE Université Bretagne Loire, puis projet Université de Rennes) et internationaux (Jersey, University College Cork).
L'école commence en 2024 son processus de déménagement de son campus historique de Bruz en annonçant son regroupement dans un nouveau campus à Rennes, avec les écoles de CentraleSupélec et de l'ENSAI.

## Enseignement

### Départements
L'École normale supérieure de Rennes est composée de six départements.

#### Droit-Économie-Management
Créé en 1995 par le Professeur Vinh Nguyen Quoc, ce département propose un parcours de formation pluridisciplinaire, accessible à l'issue d'un concours particulier puisqu'il dispose de classes préparatoires entièrement dédiées (les classes préparatoires ENS Rennes D1).
La formation s'articule autour d'un magistère de Droit-gestion entre la faculté de Droit et Sciences Politiques de l'université de Rennes 1 et l'ENS Rennes.
Le département a pour objectifs principaux la préparation de l'agrégation d’économie et de gestion option A (administration et ressources humaines) et C (marketing), ou depuis 2010, du concours de l’École nationale de la magistrature (ENM).

#### Informatique
L'ancien département de mathématiques et informatique, créé en 1996 a donné naissance à la rentrée 2002 à deux nouvelles entités : un département de mathématiques et un autre d'informatique et télécommunications, depuis devenu simplement département informatique.
La formation y est transdisciplinaire et favorise l'autonomie : il s'appuie sur une pédagogie par projets, notamment dans les cours de programmation.
Depuis 2022, le département a ouvert une classe de préparation à l'agrégation.

#### Mathématiques
Créé en 2002, il vise la formation d'enseignants-chercheurs, avec un parcours laissant une grande place à la préparation à l'Agrégation de mathématiques, mais aussi un taux très élevé de poursuite en doctorat.

#### Mécatronique
Issu de la fusion des deux premiers départements de l'antenne de Bretagne de l'ENS Cachan, celui-ci propose, depuis 2006 sur quatre années, une formation s’appuyant sur un magistère de mécatronique, formation réellement pluridisciplinaire (électronique, énergie électrique, génie mécanique, mécanique et informatique industrielle) en partenariat avec l’Université de Rennes 1, et sur un master de formation d’enseignants permettant d’obtenir l’agrégation de sciences industrielles de l’ingénieur option ingénierie électrique et option ingénierie mécanique. Par essence interdisciplinaire, la mécatronique repose sur un enseignement varié, qui propose une maîtrise des sciences physiques et des disciplines scientifiques associées, une bonne connaissance des techniques de pointe et une pratique réelle des démarches de conception intégrée.
La formation en première et deuxième année s'appuie sur un cursus en mécanique et en électronique. Cette double compétence est attestée par l'obtention d'un L3 et M1 en mécanique et d'un L3 et M1 en électronique. À ce double cursus, s'ajoute un ensemble de cours (mathématiques, physique et informatique) et de projets. Cette formation donne lieu à l'obtention d'un magistère de mécatronique. La formation en troisième année est dédiée à la préparation aux métiers de l'enseignement (enseignant-chercheur, enseignant du supérieur, enseignant du secondaire) dans les disciplines des sciences pour l'ingénieur. La quatrième année est, quant à elle, le premier pas vers des études doctorales. Une très large majorité des élèves de cette filière poursuivent vers un doctorat.

#### Sciences pour l'Environnement
Ouvert en 2022, son objectif est de former des chercheurs qui sauront répondre aux défis environnementaux.

#### Sciences du Sport et Éducation Physique
Ce département propose une formation dans le domaine des sciences et techniques des activités physiques et sportives (STAPS). Il prépare également au concours de l’agrégation externe d’éducation physique et sportive (EPS).
L’enseignement est dispensé dans le cadre d’un magistère co-délivré par l’ENS Rennes et l’Université Rennes 2.

### Admission à l'ENS Rennes

#### Différents modes d'admission
Il existe deux modes d'intégration de l'ENS Rennes : les normaliens fonctionnaires stagiaires entrent sur concours, les normaliens étudiants principalement sur dossier. Le nombre de places aux concours d'entrée de l’École est marginalement variable en fonction du nombre de postes ouverts chaque année par le ministère et du niveau des candidats au concours.
Le concours d'entrée en première année, ou « premier concours », est ouvert aux étudiants ayant fait au moins deux ans de CPGE ou de licence (en particulier pour le département de sciences du sport et éducation physique). Les taux de réussite varient très fortement selon les départements. Le concours se décompose pour tous les départements en deux séries d'épreuves :
- des épreuves écrites d'admissibilité, permettant une première sélection ;
- des épreuves d'admission, essentiellement orales, à l'issue desquels les candidats sont déclarés admis ou non.

Pour la plupart des départements, il existe aussi un second concours, dit « concours cycle master », ouvert aux magistériens et à tout candidat titulaire d'une licence dans le domaine en question. Dans ce cas, les admis, sont recrutés pour deux ans en tant que fonctionnaires-stagiaires. Le second concours se décompose là aussi en deux phases, dont les modalités varient selon les concours :
- une admissibilité sur dossier et parfois épreuves écrites ;
- une admission après entretien et parfois des épreuves orales.

La sélection sur dossier, donnant accès au statut de magistérien, ou normalien étudiant de l'ENS Rennes, est faite prenant en compte les résultats des étudiants lors de leurs premières années dans l'enseignement supérieur, qu'ils soient issus de classes préparatoires, de l'Université ou de filières techniques.

#### Différents régimes des élèves
Les élèves et étudiants reçus à l’École suivent rigoureusement les mêmes cours, et subissent durant leur cursus les mêmes examens. Néanmoins, des différences existent entre les deux régimes.
Ainsi, les normaliens fonctionnaires-stagiaires, sont engagés par l’État par arrêté ministériel, pour un salaire d'environ 1 350 euros, pendant quatre ans, moyennant un engagement décennal au service de l’État, années d'ENS et de doctorat comprises, et sont soumis aux dispositions du statut de la fonction publique. Ils s'engagent également à passer un master recherche, dans de très rares cas un master professionnel. Chaque année, tous les élèves établissent, en accord avec les directeurs des études, un programme d'études. Tout élève ne parvenant pas à valider les diplômes ou concours prévus dans ce programme d'études peut être mis en « congé sans traitement », voire être renvoyé sur décision du ministre chargé de l'Enseignement supérieur, au bout de plusieurs échecs - en théorie du moins mais cette sanction n'est quasiment jamais appliquée.
Les normaliens étudiants, ou magistériens, ne sont tenus à aucune de ces obligations, mais ne sont admis à l'ENS que pour une année renouvelable, et ne bénéficient pas de certains avantages bénéficiant aux Normaliens fonctionnaires-stagiaires, comme des stages réservés au ministère des Affaires étrangères.

## Recherche
Les enseignants-chercheurs et chercheurs de l'ENS Rennes mènent leurs recherches en collaboration avec les instituts de recherches nationaux. Certains de ces partenariats sont transdisciplinaires, comme celui existant avec l'Institut de recherche en informatique et systèmes aléatoires (IRISA à Rennes) pour les thématiques informatique et mécanique. D'autres, plus spécifiques, sont décrits en infra.
Un institut pluridisciplinaire de recherche sur le campus de Bretagne de l’ENS Paris-Saclay, le collège de recherche Hubert Curien, a été inauguré en janvier 2008. En mars 2009, un institut d’usinage à grande vitesse (Bretagne UGV) a ouvert ses portes et propose un centre de recherche et développement mutualisé pour les entreprises au sein de l'École normale supérieure Paris-Saclay.
En informatique : Institut de recherche en informatique et systèmes aléatoires (IRISA) et Institut national de recherche en informatique et en automatique (Inria).
En mathématiques : Institut de Recherche Mathématiques de Rennes (IRMAR).
En mécatronique : Institut de recherche en communication et cybernétique de Nantes (IRCCYN à l'École centrale de Nantes) pour le génie mécanique
le laboratoire des Systèmes et Applications des Technologies de l'Information et de l'Énergie (SATIE à l'ENS Paris-Saclay) pour les thématiques d'Énergie électrique, de capteur électroniques et de microfluidique.
En sciences du sport et de l'éducation physique : en 2012, l'École a été agrandie d'un nouveau bâtiment accueillant le laboratoire « mouvement, sport, santé » (M2S), spécialisé dans l’étude du mouvement, de l’activité physique et de leurs implications, ainsi que les bureaux du département Sciences du sport et éducation physique de l’ENS Cachan, Antenne de Bretagne.

## Relations internationales
Depuis cinq ans[Quand ?], l'École affiche une mobilité sortante de 300 départs (240 en stage de recherche en laboratoire) vers 35 pays différents, 62 étudiants étrangers accueillis en formation dont 41 doctorants étrangers (six thèses en co-tutelle) et vingt professeurs étrangers invités pour des périodes allant d'une semaine à trois mois pour effectuer des missions d'enseignement et de recherche.

## Campus et vie étudiante

### Site de l'école

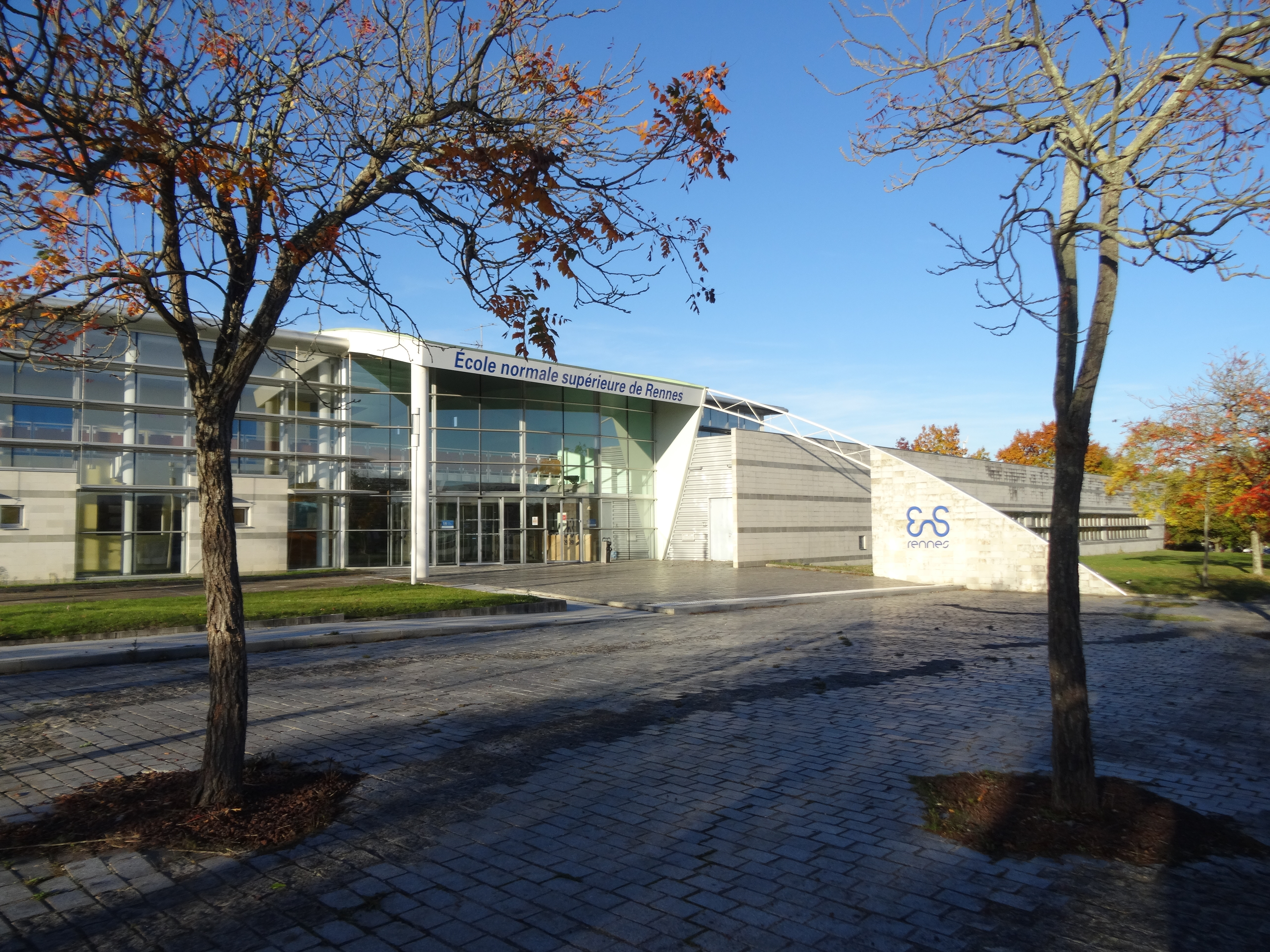
Entrée de l'ENS Rennes (2016).

L'école se trouve sur le campus de Ker Lann. Ce campus se situe à une dizaine de kilomètres au sud-ouest de Rennes, sur la commune de Bruz (Bretagne, Ille-et-Vilaine). Il s'agit d'un campus mixte sur lequel cohabitent entreprises, écoles publiques et privées et centres de formation. En breton, Ker Lann signifie littéralement « Lieu, village de la Lande ».

### Activités sportives, culturelles et associatives
La vie étudiante de l'École est animée par les trois principales associations de l'École : le bureau des élèves (BDE), le bureau des arts (BDA) et le bureau des sports (BDS). Le BDE s'occupe principalement de l'organisation de soirées festives, d'un voyage au ski et du week-end d'intégration. Le BDA rassemble les différents clubs de l'école et propose des activités culturelles. Enfin, le BDS organise des séances de sport hebdomadaires ainsi que des événements sportifs ponctuels.
L'École participe également aux divers rassemblements entre Écoles Normales Supérieures, avec les Écoles de Lyon, Paris-Saclay, Paris et Pise, qu'ils soient sportifs, culturels ou ludiques (jeux de sociétés).

## Promotions de l'école
| Année | Parrain/Marraine |
| ----- | ---------------- |
| 2023  | Esther Duflo     |
| 2022  | Étienne Klein    |
| 2021  | Maria J. Esteban |
| 2020  | Gérard Berry     |
| 2019  | Nicole Abar      |
| 2018  | Jean Jouzel      |

## Organisation de l'École

### Présidents
- Patrice Quinton (2013-2015)
- Pascal Mognol (administrateur provisoire en 2015, président depuis 2016)

### Professeurs actuels et anciens
- Karine Beauchard, depuis 2014, professeure des universités, a enseigné à l'École polytechnique, spécialiste d'analyse et contrôle EDP, contrôle quantique, stabilisation, problèmes inverses et observateurs asymptotiques.